# تاکویا موگوروما
تاکویا موگوروما (انگلیسی: Takuya Muguruma؛ زادهٔ ۱۳ ژوئن ۱۹۸۴) بازیکن فوتبال اهل ژاپن است.
از باشگاه‌هایی که در آن بازی کرده‌است می‌توان به باشگاه فوتبال آلبیرکس نیگاتا اشاره کرد.